# Campionat del Món de motociclisme de 2001
La temporada de 2001 del Campionat del món de motociclisme fou la 53a edició d'aquest campionat, organitzat per la FIM. Aquella temporada va ser la darrera de l'era dels 500cc als Grans Premis, ja que el 2002, la categoria reina passà a anomenar-se MotoGP i va ser dominada per motos de quatre temps i 990 cc. Al mateix temps, la temporada del 2001 va ser la del començament d'una altra era, la del domini de Valentino Rossi a la categoria reina.

## Resum de la temporada
Després del seu any d'aprenentatge, el 2001 Rossi va guanyar 11 curses, superant amb escreix el seu competidor més proper, Max Biaggi. Tots dos van començar la temporada amb un incident controvertit a Suzuka, on semblava que Biaggi havia intentat tirar Rossi a terra mentre anaven a 240 km/h i aquest va respondre dues voltes més tard amb un avançament agressiu i el dit del mig estès. Rossi guanyà aquella cursa i es va proclamar campió a dues rondes del final del campionat. Va ser l'última temporada en què un pilot d'un equip independent guanyava el títol a la categoria reina fins al 2024, en què el va guanyar Jorge Martín amb l'equip Pramac Racing. També va ser l'última temporada (a data de 2024) en què un sol constructor, Honda, guanyava el campionat de constructors en totes tres categories.
El premi al debutant de l'any de 500cc va ser per a Shinya Nakano. Pel que fa als catalans, fou un any difícil i només cal destacar-ne la primera victòria de Sete Gibernau.
Als 250cc, domini japonès i victòria de Daijiro Kato. Al Gran Premi del Japó, Katja Poensgen va esdevenir la primera dona a classificar-se per a una cursa de 250cc. Als 125cc el títol fou per a Manuel Poggiali, el qual donava a Gilera el primer títol des de la dècada del 1950. Cal destacar també el bon paper de Toni Elias, amb dues victòries, i del debutant Dani Pedrosa. El fabricant català Derbi es va quedar a tocar del campionat de pilots per segon any consecutiu amb el seu pilot japonès Youichi Ui, que tornà a ser subcampió.

## Campions del món
Pilots
| 125cc           | 250cc        | 500cc           |
| --------------- | ------------ | --------------- |
| Manuel Poggiali | Daijiro Kato | Valentino Rossi |

Constructors
| 125cc | 250cc | 500cc |
| ----- | ----- | ----- |
| Honda | Honda | Honda |

## Grans Premis

### Sistema de puntuació
Barem de puntuació de 1993 ençà:
| Posició | 1  | 2  | 3  | 4  | 5  | 6  | 7 | 8 | 9 | 10 | 11 | 12 | 13 | 14 | 15 |
| Punts   | 25 | 20 | 16 | 13 | 11 | 10 | 9 | 8 | 7 | 6  | 5  | 4  | 3  | 2  | 1  |

### Calendari
| Cursa | Data             | Gran Premi                            | Circuit        |
| ----- | ---------------- | ------------------------------------- | -------------- |
| 1     | 8 d'abril        | Gran Premi del Japó                   | Suzuka         |
| 2     | 22 d'abril       | Gran Premi d'Àfrica                   | Welkom         |
| 3     | 6 de miag        | Gran Premi d'Espanya                  | Jerez          |
| 4     | 20 de miag       | Gran Premi de França                  | Le Mans        |
| 5     | 3 de juny        | Gran Premi d'Itàlia                   | Mugello        |
| 6     | 17 de juny       | Gran Premi de Catalunya               | Catalunya      |
| 7     | 30 de juny ††    | Dutch TT                              | Assen          |
| 8     | 8 de juliol      | Gran Premi de Gran Bretanya           | Donington Park |
| 9     | 22 de juliol     | Gran Premi d'Alemanya                 | Sachsenring    |
| 10    | 26 d'agost       | Gran Premi de la República Txeca      | Brno           |
| 11    | 9 de setembre    | Gran Premi de Portugal                | Estoril        |
| 12    | 23 de setembre   | Gran Premi de la Comunitat Valenciana | Ricardo Tormo  |
| 13    | 7 d'octubre      | Gran Premi del Pacífic                | Motegi         |
| 14    | 14 d'octubre     | Gran Premi d'Austràlia                | Phillip Island |
| 15    | 21 d'octubre     | Gran Premi de Malàisia                | Sepang         |
| 16    | 3 de novembre †† | Gran Premi de Rio de Janeiro          | Jacarepaguá    |

†† = Cursa en dissabte

### Guanyadors
| Cursa | Gran Premi                            | 125cc             | 250cc             | 500cc           | Resultats |
| ----- | ------------------------------------- | ----------------- | ----------------- | --------------- | --------- |
| 1     | Gran Premi del Japó                   | Masao Azuma       | Daijiro Kato      | Valentino Rossi | Resultat  |
| 2     | Gran Premi d'Àfrica                   | Youichi Ui        | Daijiro Kato      | Valentino Rossi | Resultat  |
| 3     | Gran Premi d'Espanya                  | Masao Azuma       | Daijiro Kato      | Valentino Rossi | Resultat  |
| 4     | Gran Premi de França                  | Manuel Poggiali   | Daijiro Kato      | Max Biaggi      | Resultat  |
| 5     | Gran Premi d'Itàlia                   | Noboru Ueda       | Tetsuya Harada    | Alex Barros     | Resultat  |
| 6     | Gran Premi de Catalunya               | Lucio Cecchinello | Daijiro Kato      | Valentino Rossi | Resultat  |
| 7     | Dutch TT                              | Toni Elias        | Jeremy McWilliams | Max Biaggi      | Resultat  |
| 8     | Gran Premi de Gran Bretanya           | Youichi Ui        | Daijiro Kato      | Valentino Rossi | Resultat  |
| 9     | Gran Premi d'Alemanya                 | Simone Sanna      | Marco Melandri    | Max Biaggi      | Resultat  |
| 10    | Gran Premi de la República Txeca      | Toni Elias        | Tetsuya Harada    | Valentino Rossi | Resultat  |
| 11    | Gran Premi de Portugal                | Manuel Poggiali   | Daijiro Kato      | Valentino Rossi | Resultat  |
| 12    | Gran Premi de la Comunitat Valenciana | Manuel Poggiali   | Daijiro Kato      | Sete Gibernau   | Resultat  |
| 13    | Gran Premi del Pacífic                | Youichi Ui        | Tetsuya Harada    | Valentino Rossi | Resultat  |
| 14    | Gran Premi d'Austràlia                | Youichi Ui        | Daijiro Kato      | Valentino Rossi | Resultat  |
| 15    | Gran Premi de Malàisia                | Youichi Ui        | Daijiro Kato      | Valentino Rossi | Resultat  |
| 16    | Gran Premi de Rio de Janeiro          | Youichi Ui        | Daijiro Kato      | Valentino Rossi | Resultat  |

## Classificació dels pilots

### 500 cc
(Llegenda) (En negreta - Pole; En cursiva - Volta ràpida)
- Els pilots marcats en blau optaven al premi Debutant de l'any.